# Солтон Се Бич (Калифорнија)
Солтон Се Бич (енгл. Salton Sea Beach) насељено је место без административног статуса у америчкој савезној држави Калифорнија.

## Демографија
По попису из 2010. године број становника је 422, што је 30 (7,7%) становника више него 2000. године.
| Група             | 2000.       | 2010.       |
| Белци             | 273 (69,6%) | 175 (41,5%) |
| Афроамериканци    | 8 (2,0%)    | 6 (1,4%)    |
| Азијати           | 2 (0,5%)    | 2 (0,5%)    |
| Хиспаноамериканци | 88 (22,4%)  | 229 (54,3%) |
| Укупно            | 392         | 422         |